# صلیب آزادی

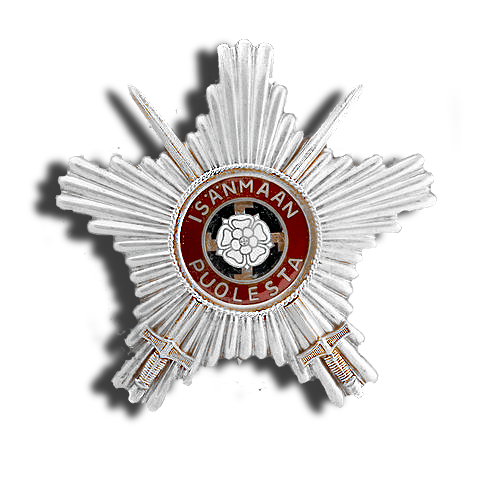
صلیب بزرگ مهمترین نشان، در درجه‌بندی صلیب آزادی: نشان ستاره صلیب آزادی با ۲ شمشیر و گل رز سفید و نماد فیلوت

نشان صلیب آزادی (فنلاندی: Vapaudenristin ritarikunta؛ سوئدی: Frihetskorsets orden) به همراه نشان رز سفید فنلاند و نشان شیر فنلاند یکی از سه نشان رسمی دولتی در فنلاند است.

## پیشینه
رئیس‌جمهور فنلاند با موقعیت فرمانده کل قوا دارای هر سه نشان است. برای هر فرد حائز شرایط یک کمیته مشترک دائمی وجود دارد که صلاحیت نامزدها برای دریافت نشان صلیب آزادی را بررسی می‌کنند.

## رده‌ها
نشان صلیب آزادی به ابتکار فیلد مارشال کارل گوستاو مانرهیم در ۴ مارس ۱۹۱۸ تأسیس شد. آکسلی گالن-کاللا هنرمند فنلاندی مأموریت یافت تا نشان‌های سفارش را با نماد فیلوت که قدیمی‌ترین نماد اسکاندیناوی است طراحی کند.
در پایه‌گذاری آن هفت کلاس وجود داشت: گراند صلیب، صلیب آزادی (کلاس ۱ تا ۴) و مدال آزادی (کلاس ۱ و ۲). نشان صلیب آزادی در ابتدا فقط در زمان جنگ اعطا می‌شد. در ۱۸ اوت ۱۹۴۴ فرمانی صادر شد که امکان اعطای آن در زمان صلح را فراهم می‌آورد.

## جنگ جهانی دوم
این نشان در طول جنگ جهانی دوم به تعداد زیادی از نظامیان اعطا شد، بخشی از این امر به دلیل صدور حکمی از سوی مارشال مانهرهایم بود که به سربازان زخمی به خاطر فداکاری آنها اعطا شد چون فنلاند نشان رسمی و تقدیر جداگانه‌ای برای مجروحان نداشت. صلیب آزادی معمولاً برای افسران مأمور رزرو اختصاص دارد و مدال آزادی برای سربازان رده‌های بالاتر و درجه‌داران و افسران اعطا می‌شود.
صلیب آزادی وقتی در زمان جنگ اعطا می‌شود یک روبان قرمز دارد و وقتی در زمان صلح اهدا می‌شود یک روبان زرد دارد. صلیب مانرهیم با صلیب آزادی مرتبط است.

## نگارخانه

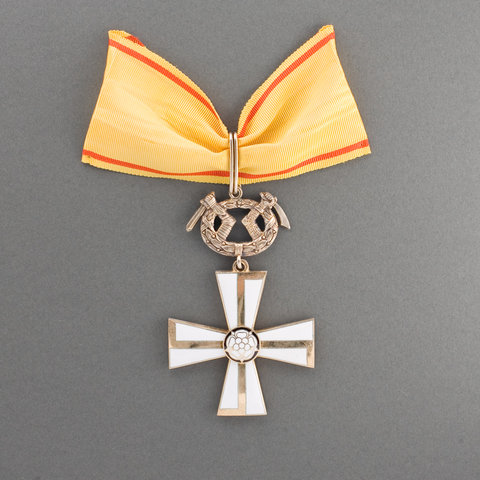
نشان درجه یک صلیب آزادی
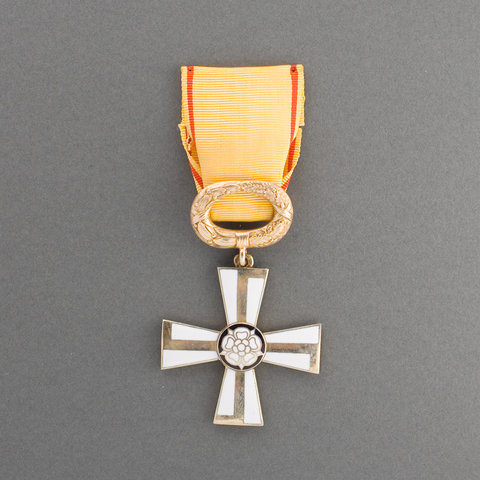
نشان درجه دو صلیب آزادی
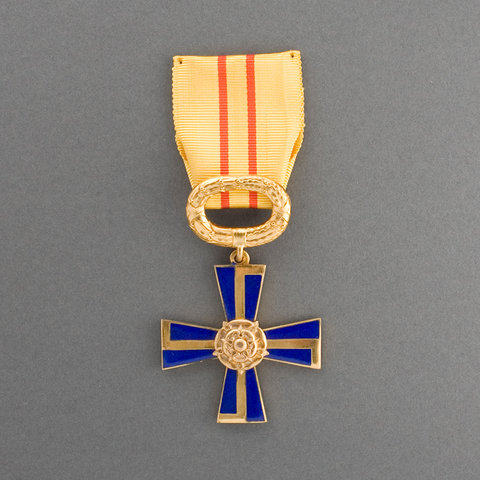
نشان درجه سه صلیب آزادی
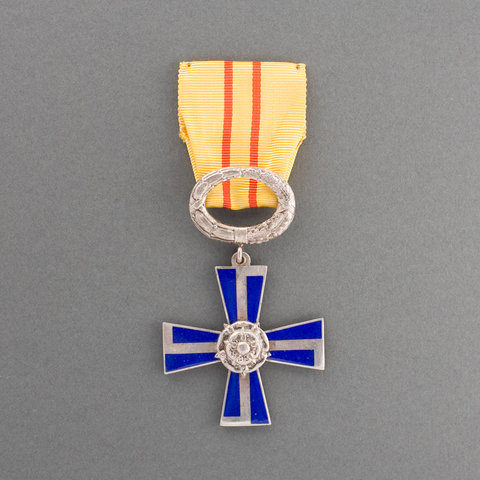
نشان درجه چهار صلیب آزادی